# جلوی سحر را بگیرید
جلوی سحر را بگیرید (به انگلیسی: Hold Back the Dawn) فیلمی ۱۱۶ دقیقه‌ای به کارگردانی میچل لایزن با بازی شارل بوآیه است.